# Сергеево (Починковский район)
Сергеево — деревня в Починковском районе Смоленской области России. Входит в состав Стригинского сельского поселения. Население — 23 жителя (2007). 
Расположена в центральной части области в 13 км к северо-востоку от Починка, в 5 км южнее автодороги Р96 Новоалександровский(А101) — Спас-Деменск — Ельня — Починок, на берегу реки Хмара. В 14 км юго-западнее деревни расположена железнодорожная станция Починок на линии Смоленск — Рославль.
В деревне родился Герой Социалистического Труда Иван Денисенков.

## История
В годы Великой Отечественной войны деревня была оккупирована гитлеровскими войсками в июле 1941 года, освобождена в сентябре 1943 года. 